# Athripsodes bilineatus
Athripsodes bilineatus là một loài Trichoptera trong họ Leptoceridae. Chúng phân bố ở miền Cổ bắc.